# Papas neue Freundin
Papas neue Freundin ist eine deutsche Fernsehfilmkomödie von Georg Leopold aus dem Jahr 1960, die von der DEFA im Auftrag des DFF produziert wurde.

## Handlung
Franz Bach, Gruppenkonstrukteur im VEB Elektronik, wird für seine neueste Entwicklung ausgezeichnet. Übermütig tobt er mit seinen Kindern, dem 10-jährigen Täve, seiner 14-jährigen Tochter Sabine und dem 19-jährigen Klaus, in der Wohnung herum, doch dämpft die Ankunft von Ehefrau Margarete die Freude. Sie unterbricht das Spiel, entdeckt einen Fleck auf Franz’ Hose und interessiert sich am meisten für die Prämie, die Franz für seine Entwicklung zusteht. Sie hält Franz stets den Rücken frei, kümmert sich um den Haushalt und die damit einhergehenden Probleme, gönnt sich jedoch selbst nichts und wirkt verhärmt. Franz wiederum sieht sie als Spielverderber und fährt verstimmt auf Arbeit. Hier beglückwünschen ihn die Kollegen und Freund Heinrich Wolle schiebt als letztes auch die junge Irene Sauer ins Zimmer, die Franz im Namen der Praktikanten einen Blumenstrauß überreicht. Franz ist von der jungen, schönen Frau angetan, nimmt sie als Teilkonstrukteur in seine Arbeitsgruppe und wird spontan ihr Pate. Er besteht darauf, dass sie sich rund um die Uhr für die Arbeit mit ihm bereithält.
Als er nach Hause kommt und sofort wieder Streit mit der stets besorgten Margarete hat, die sich für seine Arbeit nicht zu interessieren scheint, geht Franz wieder. Spät nachts klingelt er bei Irene und beide arbeiten zunächst in einer Tanzbar, bevor sie zusammen Wein trinken und miteinander tanzen. Die nächsten Tage verbringt Franz die Nächte nicht nur mit Irene, sondern zu Hause auch auf dem Sofa im Wohnzimmer. Täve, Sabine und Klaus vermuten, dass ihr Vater eine neue Freundin hat, denn vor allem Sabine hat ihn schon früher im Urlaub beim Flirt mit anderen Frauen erwischt. Täve organisiert mit seinem Freund Atze eine detektivische Überwachung von Franz. Bald sehen sie ihn mit Irene. Sie planen nun, beide auseinanderzubringen und gleichzeitig die Ehe von Franz und Margarete zu retten.
Unter Sabines Leitung wird Margarete „modernisiert“. Ihre biedere Hochsteckfrisur weicht einem modernen Kurzhaarschnitt. Zudem besucht Margarete wieder Französisch-Kurse in der Volkshochschule, wollte sie doch früher Dolmetscherin werden. Als Franz mit Irene einen Wochenendausflug machen will, legt Täve mit Nägeln gespickte Fallen aus und zerstört so Franz’ Autoreifen. Die wartende Irene wird von Klaus abgeholt, der sich als Franz’ Stellvertreter Günther ausgibt. Nach anfänglichen Schwierigkeiten werden Irene und Klaus tatsächlich ein Paar. Gleichzeitig distanziert sich Irene von Franz, der gereizt reagiert und mit der Zeit erkennt, dass sein eigener Sohn ihm die Freundin abspenstig gemacht hat. Es kommt zum großen Familienkrach, zumal Franz auch auf Margarete eifersüchtig ist, die an der Volkshochschule prompt mit seinem Kollegen Wolle einen Kurs belegt. Klaus und Franz sprechen sich lautstark aus und Klaus macht seinem Vater deutlich, dass niemand ein lächerliches Familienoberhaupt haben will. Er bittet ihn zudem, sich mehr um seine Frau zu kümmern. Franz und Margarete versöhnen sich, zumal Margarete erkennt, dass Franz mit der Affäre nicht zuletzt seine ersten grauen Haare vergessen wollte. Irene reagiert zwar zunächst wütend, als sich ihr Günther als Franz’ Sohn Klaus entpuppt, doch kommt es auch hier zur Versöhnung und am Ende beim 20. Hochzeitstag von Franz und Margarete sogar zur Verlobung.

## Produktion
Papas neue Freundin beruht auf einer Idee von Gertrud Nüsken. Die Mathematikerin und dreifache DDR-Schachmeisterin hatte damit einen von der DEFA ausgeschriebenen Lustspielwettbewerb gewonnen; Hermann Rodigast setzte den Entwurf in ein Drehbuch um. Der Film wurde 1960 innerhalb von 35 Tagen gedreht und erlebte am 25. Dezember 1960 auf DFF 1 seine Fernsehpremiere. Der Film wurde ein Publikumserfolg und lief am 15. September 1961 auch in den Kinos der DDR an. Es folgten zwei Fortsetzungen: 1961 Vielgeliebtes Sternchen und 1962 Oh, diese Jugend. Beide Fernsehproduktionen wurden später ebenfalls im Kino gezeigt.
Regieassistent des Films war der später erfolgreiche Fernsehregisseur Helmut Krätzig, der auch eine kleine Rolle als junger Mann übernahm. Birgit Neubert, die die junge Sabine Bach spielt, hatte 1959 bereits die Hauptrolle im DEFA-Kinderfilm Natürlich die Nelli! übernommen. Die Bauten stammen von Joachim Otto, die Kostüme schuf Luise Schmidt. Monika Grimm singt im Film den Schlager Auf der Venus.

## Kritik
Renate Holland-Moritz bezeichnete Papas neue Freundin als „viel Spaß, nicht ohne besinnlichen Tiefgang […] Hier erhebt weder ein Dackel noch sonst irgendwer seine moralinsaure Stimme. Vier aufgeweckte, in ihrem Spiel bezaubernde Kinder erweisen sich als erstklassige Erzieher.“
Für den film-dienst war es „eine vergnüglich-dramatische Eherettungsaktion, ausgelöst durch die amourösen Abenteuer von Vater und Sohn. Annehmbare Komödie fürs DDR-Fernsehen.“